# Jean-Louis Duby
Jean-Louis Duby (* 23. November 1764 in Genf; † 13. September 1849 in Céligny) war ein Schweizer evangelischer Geistlicher und Hochschullehrer.

## Leben

### Familie
Jean-Louis Duby war der Sohn seines gleichnamigen Vaters, des Notars Jean-Louis Duby (* 27. Januar 1733), und dessen Ehefrau Jeanne-Marie (geb. Vautrain).
Er war seit dem 22. Juni 1797 mit Françoise-Louise (* 29. April 1774; † 16. Juli 1826), Tochter des Kaufmanns Jean-Etienne Colladon (1734–1802) verheiratet; seine Ehefrau entstammte der Familie von Germain Colladon (1508–1594), der mit Johannes Calvin befreundet war und diesen auch juristisch unterstützte. Sein Sohn war der Geistliche und Botaniker Jean-Etienne Duby (* 15. Februar 1798 in Genf; † 24. November 1885 ebenda).

### Werdegang
Jean-Louis Duby immatrikulierte sich 1784 zu einem Theologiestudium an der Académie de Genève und wurde 1789 Pfarrer. Nach seiner Wahl 1793 in die Genfer Nationalversammlung wurde er wegen seiner Ideen ins Exil geschickt und war darauf von 1794 bis 1797 Pfarrer in New York.
1797 kehrte er wieder nach Genf zurück und unterrichtete von 1802 bis 1809 Bibelkritik und Moraltheologie sowie von 1809 bis 1840 Apologetik und Homiletik an der Genfer Akademie; in dieser Zeit war er von 1821 bis 1823 dort Rektor.
Von 1836 bis 1849 war er Dekan.

### Berufliches und Geistliches Wirken
Jean-Louis Duby war von 1802 bis 1805 Sekretär der Compagnie des pasteurs und 1831 sowie 1835 deren Moderator.
Weil die Bibel für ihn das Wort Gottes verkörperte, konnte ihm das Genfer intellektuelle Klima, das von Voltaire geprägt war, während seiner Studienzeit und auch später seinem Glauben nichts anhaben. Bedingt durch seine gemässigte liberale Haltung hielt sich seine Opposition gegen die Erweckungsbewegung in Grenzen.
Er stand unter anderem auch mit Jacques Grenus (1751–1819) im Schriftverkehr über Arianismus und Socinianismus und veröffentlichte diesen 1818.

## Schriften (Auswahl)
- David Claparède; Jean-Louis Duby; François Dufart: Disquisitio theologica de origine mali. Genevae: apud Franc. Dufart, 1788.
- Jacques Grenus; Jean-Louis Duby: Correspondance de l'avocat Grenus avec Duby: sur l'accusation d'arianisme et de socinianisme faite à la compagnie des pasteurs de Genève. 1818.